# Rancul (ort i Argentina)
Rancul är en ort i Argentina.   Den ligger i provinsen La Pampa, i den centrala delen av landet, 600 km väster om huvudstaden Buenos Aires. Rancul ligger 230 meter över havet och antalet invånare är 3 699.
Terrängen runt Rancul är mycket platt, och sluttar österut. Runt Rancul är det mycket glesbefolkat, med 2 invånare per kvadratkilometer.. Rancul är det största samhället i trakten.
Trakten runt Rancul består till största delen av jordbruksmark.